# Direction générale Statistique (Belgique)
 (janvier 2018).
Si vous disposez d'ouvrages ou d'articles de référence ou si vous connaissez des sites web de qualité traitant du thème abordé ici, merci de compléter l'article en donnant les références utiles à sa vérifiabilité et en les liant à la section « Notes et références ».
Statbel, ou la Direction générale Statistique, est l'institut national de statistique de  Belgique relevant du service public fédéral de l'Économie, des PME, des Classes moyennes et de l'Énergie. Son siège se situe dans la tour North Gate II, boulevard du roi Albert II à Bruxelles.
Statbel mène des enquêtes auprès des ménages et des entreprises belges. Elle exploite et assure le traitement des bases de données administratives existantes comme le registre national belge et fournit des données aux autorités et aux organisations tant en Belgique qu'à l'échelle internationale. Des tiers peuvent également faire appel à ses connaissances statistiques. En outre, Statbel est le porte-parole officiel de la Belgique auprès d’institutions internationales comme Eurostat ou l'OCDE.
Sur son site web, Statbel publie des séries de chiffres, des communiqués de presse et des études. Grâce à l’application en ligne be.STAT, il est possible d’interroger directement certaines bases de données de l'institut.

## Enquêtes
Parmi les enquêtes effectuées par Statbel figurent les enquêtes sur les forces de travail, le revenu et les conditions de vie, la structure et la répartition des salaires, la structure des entreprises, l'agriculture, le Census (l’ancien « recensement de la population ») ou le budget des ménages.
L’organisation collabore également à quelques enquêtes importantes d’autres institutions, par exemple, l’enquête sur la santé de l’Institut scientifique de Santé publique et l’enquête sur l’emploi du temps réalisée par le groupe de recherche TOR de la Vrije Universiteit Brussel. D’autres institutions publiques peuvent faire appel à l’expertise de Statbel[réf. nécessaire].

## Changement de nom
Le 20 novembre 2003 (et avec effet rétroactif au 1er janvier 2003), le nom d'Institut national de la statistique a été officiellement changé en "Direction générale de la statistique et de l'information économique". Le 27 mars 2014, le nom a de nouveau été changé, cette fois en "Direction générale des statistiques - Statistics Belgium". Depuis le 1er janvier 2018, le bureau des statistiques utilise le nom "Statbel" pour toute communication externe, mais le nom "Institut national de la statistique" et les acronymes INS ou NIS apparaissent aussi très occasionnellement, entre autres dans le contexte du code INS (également "code REFNIS"), qui existe toujours sous ce nom[réf. nécessaire].